# Barbara Ungepflegt

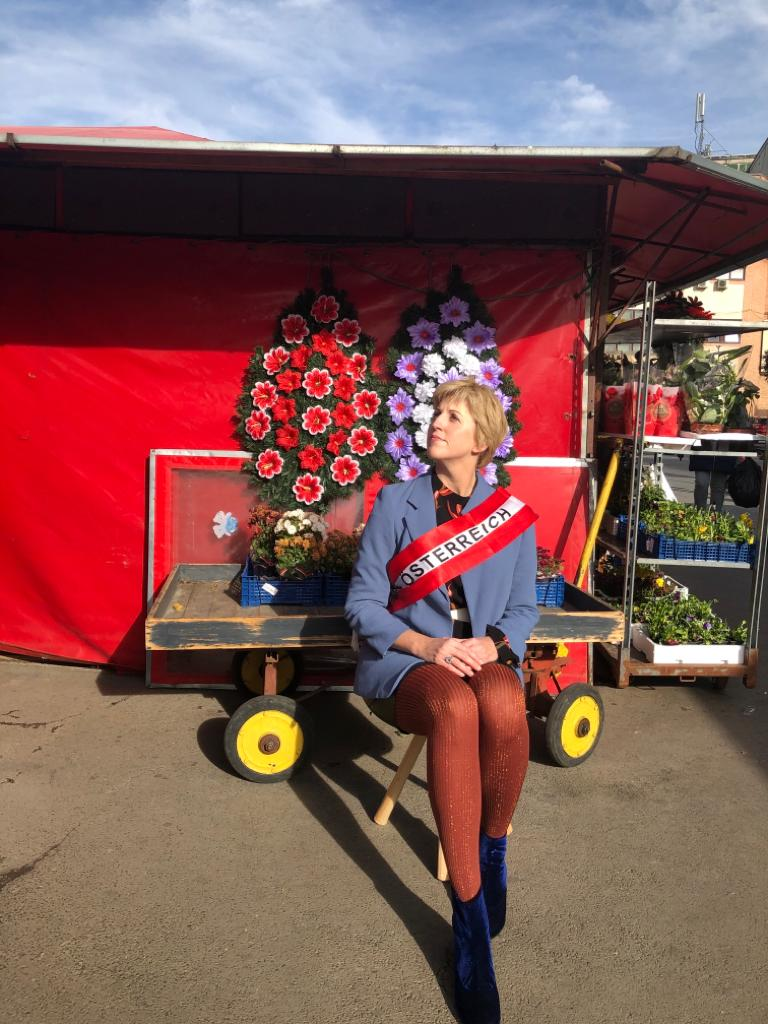
Barbara Ungepflegt (2019)

Barbara Ungepflegt (geb. Barbara Kremser * 9. Oktober 1975 in Wien) ist eine österreichische Performance-, Video- und Installationskünstlerin.

## Leben
Neben ihrem Beruf als Hort- und Kindergartenerzieherin studierte Ungepflegt Theaterwissenschaft, Kunstgeschichte und Pädagogik an der Universität Wien (Erasmusaufenthalt in Pisa). Sie ist Mitbegründerin und Leiterin des Universitätslehrgangs für angewandte Dramaturgie an der Universität für Musik und darstellende Kunst Wien, der von 2018 bis 2023 als postgraduales Studium angeboten wurde. 2019 erhielt sie den Dissident Goddesses Temple Price für ihre Installation „Büro Zimmer Frei“. 2020/21 war sie Fellow am Internationalen Forschungsinstitut Kulturwissenschaften (IFK). 2022 promovierte sie (summa cum laude) an der Kunstuniversität Linz in angewandter Kunst- und Kulturwissenschaft (PhD) zum Thema "Exklusive Leerzeichen". In ihrer Dissertation setzte sie sich mit Lücken und Löchern auseinander; unter anderem indem sie Hitlers Mein Kampf, in gendergerechte und faire Sprache übersetzte. 2024 erhielt sie das Arbeitsstipendium für darstellende Kunst der Stadt Wien und war in der Kulturhauptstadt Bad Ischl bei Salt Lake Cities STOPS AND STATIONS Artist in Residence. Ungepflegt ist Herausgeberin des Magazins Immerhin / After All , Gründungsmitglied des Institute of Strollology sowie Intendantin des Festivals Pommes 260 beim Imbissstand am Erlaufsee. 

## Schaffen
Seit 2010 präsentiert Ungepflegt ihre Kunst in Form von Performances, Videos und Installationen, vorrangig im öffentlichen Raum, wie auch in Kunstinstitutionen und auf internationalen Symposien und Festivals. Ihren Künstlernamen legte sie sich auf einem Chirurgenkongress zu, wo sie sich den Ärzten mit „angenehm, Ungepflegt“ vorstellte, was im Smalltalk für Irritation sorgte.
Im September 2017 bezog Ungepflegt eine Bushaltestelle am Wallensteinplatz im Rahmen ihrer Performance „Airpnp – Air pause and peep“. Das Werk thematisiert, wie Plattformen wie Airbnb und soziale Medien privaten Raum zunehmend zu einem öffentlichen machen. Zugleich kritisiert die Künstlerin, wie öffentlicher Raum kapitalisiert und eingeschränkt wird, beispielsweise durch Verstrebungen auf Parkbänken, die Personen daran hindern sollen, auf ihnen zu schlafen. Ungepflegt lebte für zwei Wochen in der eigens angefertigten Replik einer Bushaltestelle, die mit Bett, Stühlen und Tisch sowie einer kleinen Küche ausgestattet war.
Mit Angelobung der Österreichischen Bundesregierung im November 2017 (Koalition ÖVP-FPÖ) ernannte Ungepflegt sich selbst zur „Bundesministerin für Heimatschmutz und internationale Affären“ und tritt seither in dieser Funktion immer wieder öffentlich auf. 2019 errichtete sie das Ministerialgebäude des Bundesministeriums für Heimatschmutz und internationale Affären in einer eigens dafür adaptierten Litfaßsäule am Keplerplatz in Wien, von der aus sie für 80 Tage Sprechstunden und weitere Feierlichkeiten abhielt.

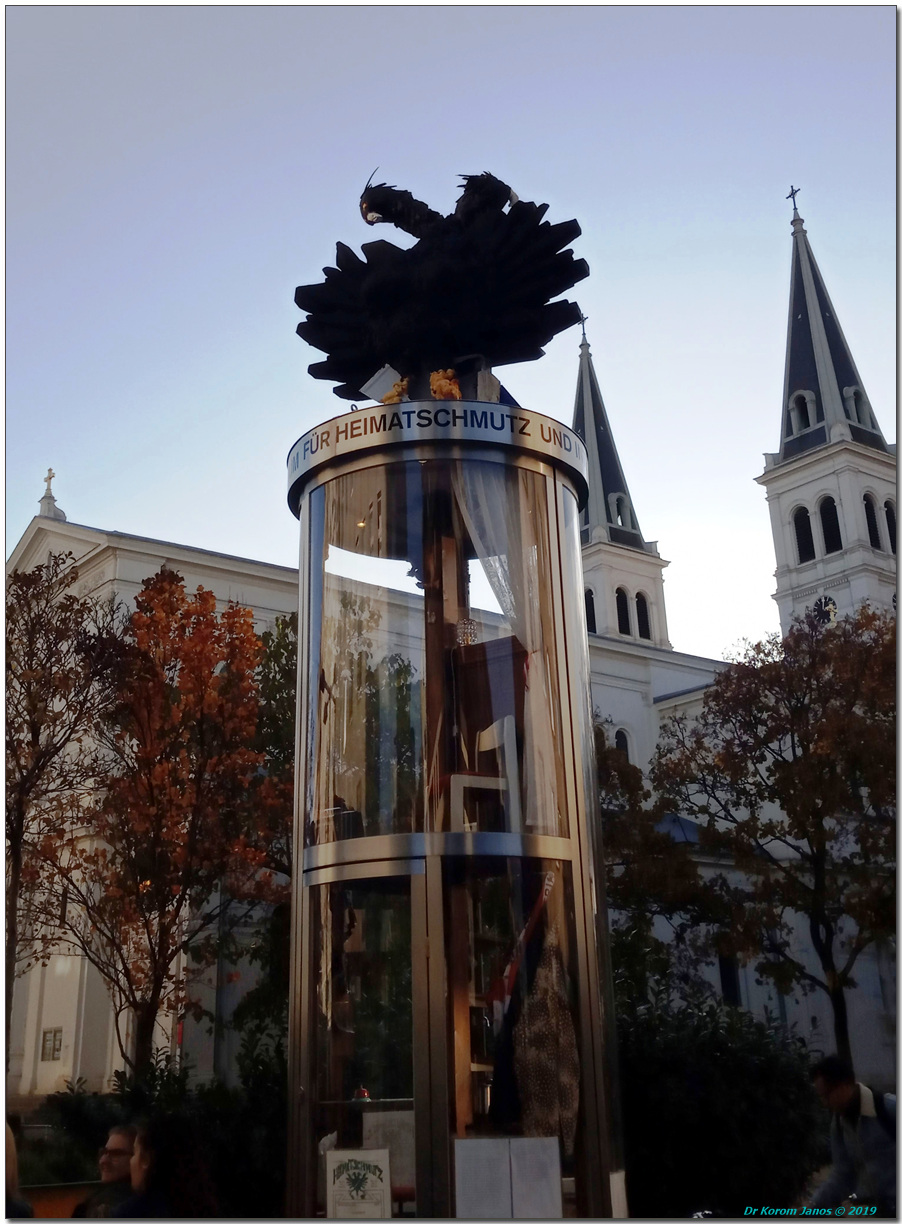
Bundesministerium für Heimatschmutz und internationale Affären (Wien, 2019)

2021 nahm Ungepflegt eine Einladung in die Villa von Richard Lugner, der zu diesem Zeitpunkt eine neue Frau suchte, an und sorgte für Aufregung, als sie nach dem Date öffentlich verlautbaren ließ, die Lugner-City in "Ungepflegt City" umbenennen zu wollen. 
2024 initiierte und veranstaltete sie das Festival Pommes 260 - Geräusche Bilder Fettiges beim Imbissstand am Erlaufsee.
2025 zeigte sie gemeinsam mit Hanna Hollmann und Marie Vermont ihre performative Installation WIENER WEINEN, die im Wiener Schottentor zum Tränenvergießen einlud. Die Künstlerinnen betrieben eine öffentliche Schau-Saline, in der mithilfe einer Verdampfungsmaschine Salz aus den Tränen gewonnen wurde. Für ein Gramm Salz wurden ca. 160 ml Tränen benötigt. Fiel das Weinen schwer, konnten die Besucher tränenfördernde Unterstützung von den Salinenarbeiterinnen in Anspruch nehmen.

### Werke (Auswahl)
- WIENER WEINEN (2025), performative Installation, mit finanzieller Unterstützung der Stadt Wien und Kunst im öffentlichen Raum Wien[33][34]
- track & field (2022), Fotos mit Kuchen, Parallel Vienna[35][36]
- Heimat in einfacher Sprache (2021), Kooperation mit Institut für Kunst im öffentlichen Raum Steiermark[37][38]
- Bundesministerium für Heimatschmutz und internationale Affären (seit 2019), performative Installation im öffentlichen Raum, Wien - unterstütztt durch Shift[39]
- Zimmer 215 (2019), performative Installation, Kunstuniversität Linz[40]
- Glaube, Siedlung, Hoffnung (2018), performative Installation, Wien[41]
- Airpnp – Air pause and peep (2017), performative Installation Wien, Kooperation brut Wien[42]
- Büro Zimmer Frei (2016), Installation, Universität für Musik und darstellende Kunst Wien[41]
- Meines (2015), Performance, Kooperation brut Wien[43]
- „Endlich“ Ein Konditoreibesuch (2014), Best of Styria Festival, Wien[44]
- Misswahl (2013), Kooperation brut Wien[45]
- Notstand Überlebensführungen (2011), performative Installation, im Rahmen der forum festwochen der Wiener Festwochen[46][47]